# A Little Night Music
A Little Night Music è un musical con musiche e testi di Stephen Sondheim, con libretto di Hugh Wheeler del 1973. Il musical è tratto dal film del 1955 di Ingmar Bergman Sorrisi di una notte d'estate, e parla di relazioni amorose e affettive nate tra diverse coppie. Il titolo del musical è la traduzione letterale del titolo del famoso notturno di Mozart Eine kleine Nachtmusik, la serenata in Sol maggiore K 525. La colonna sonora del musical comprende la celebre canzone Send in the Clowns.
Sin dal debutto originale del 1973 il musical è stato messo in scena da diverse compagnie professionistiche nel West End, Broadway e in numerosi teatri d'opera. Il musical è spesso rappresentato anche in produzioni regionali e amatoriali. Nel 1977 Harold Prince ha diretto la trasposizione cinematografica del musical, Gigi, il cui cast annoverava Elizabeth Taylor, Len Cariou, Lesley-Anne Down e Diana Rigg.

## Trama

### Atto I
Svezia, 1900. Uno ad uno i Liebeslieder entrano in scena e si scaldano la voce, finché i loro vocalizzi diventano un'unica melodia, l'ouverture. Ballando il valzer entrano in scena tutti i personaggi del musical con i rispettivi partner, per poi uscire subito di scena. L'anziana e altera Madame Armfeldt entra in scena insieme alla nipotina, la seria tredicenne Fredrika. La nonna spiega alla ragazzina che le notti d'estate sorridono tre volte: la prima ai giovani, la seconda ai pazzi, la terza agli anziani; la bambina, incantata dal racconto, giura che sarebbe riuscita a guardare tutti i sorrisi.

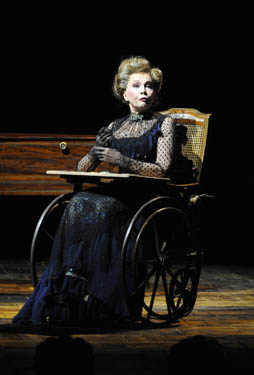
Leslie Caron è Madame Armfeldt nella produzione parigina del musical del 2010

Fredrik Egerman è un avvocato di successo ormai di mezz'età. È sposato con la giovane e vanitosa Anne, che lo ama sinceramente, ma che è troppo giovane per capire il vero significato del matrimonio. I due sono sposati ormai da undici mesi, ma la ragazza si ostina ancora a conservare la propria verginità, deludendo così Fredrik, ansioso di fare l'amore con lei ("Now"). Fredrik ha anche un figlio dal precedente matrimonio, Henrik, un giovane seminarista che ha un anno in più della matrigna. Il ragazzo spesso si lamenta di non essere preso sul serio (“Later”). Anne è affascinata dal figliastro, ma spesso non riesce a capirlo. La ragazza, toccata dalle continue insistenze del marito, acconsente a concedersi a lui entro breve tempo (“Soon”). Petra, cameriera e amica di Anne un po' più vecchia di lei, cerca di consigliare la ragazza, ottenendo scarsi risultati a causa del suo linguaggio grossolano.
Desirée Armfeldt è un'attrice affascinante e con un passato glorioso, ma ora il suo lavoro si limita esclusivamente a tour in piccole città. Di sua figlia Fredrika si prende cura la madre, Madame Armfeldt. Alla bambina spesso manca molto Desirée, ma la donna preferisce non vedere la figlia e condurre una vita mondana e spensierata. Il tour della commedia in cui lavora Desirée l'ha portata ad esibirsi nella città in cui vive Frederick; l'avvocato porta la moglie a vedere lo spettacolo, e qui incontra Desirée, di cui era stato amante per due anni molto tempo prima. Anne, infastidita dall'atteggiamento civettuolo della donna, riporta il marito a casa. Qui, intanto, Petra ha tentato di sedurre Henrik.
Quella notte Fredrik pensa alla sua storia con Desirée e decide di andare a trovarla. I due passano la serata insieme, ricordando i vecchi tempi. La intenzioni di Fredrik sono assolutamente pure e spiega all'attrice quanto ami la moglie Anne ("You Must Meet My Wife"). Desirée è delusa e racconta a Fredrik quanto lei ami l'adulterio, avendo frequentato per molto tempo il dragone Carl-Magnus Malcolm, pur essendo sposato. Dopo aver sentito che Fredrik ha passato undici mesi senza sesso accetta di ospitarlo, facendo così un favore ad un vecchio amico.
Intanto Madame Armfeldt chiacchiera con la nipotina, raccontandole tutte le su relazioni amorose avute molti anni prima con i membri della casa reale svedese (“Liaisons”). Intanto a casa di Desirée il conte Carl-Magnus Malcolm annuncia il proprio arriva e rimane stupito nel vedere l'amante e Fredrik tutti scarmigliati. Sospettoso, interroga Desirée, ma la donna riesce a stornare, almeno in parte, i sospetti dell'uomo. Carl-Magnus, a cui Fredrik non piace, decide di ritornare a casa dalla moglie, la contessa Charlotte. Charlotte sospetta qualcosa riguardo l'infedeltà del marito, ma l'uomo è troppo pensieroso anche per rivolgerle la parola ("In Praise of Women"). La donna riesce a convincere il marito a raccontarle la vicenda e dice che sue sorella era una compagna di scuola di Anne.
Charlotte va a trovare Anne, intenta a parlare con Petra. La contessa racconta all'amica dell'incontro notturno di Desirée e Fredrik, lasciando Anne in preda allo shock e all'orrore. Charlotte consola la ragazza, spiegandole che molti uomini tradiscono le proprie mogli ("Every Day A Little Death"). Intanto Desirée chiede alla madre di fare una festa per Fredrik, Anne e Henrik e l'anziana signora, riluttante, accetta. La notizia dell'imminente ricevimento manda in solluchero tutte le donne ("A Weekend in the Country"), tranne Anne troppo scioccata dopo aver scoperto dell'adulterio di Fredrik. Anne vorrebbe rifiutare, ma Charlotte la convince ad andare per mostrare al marito fedifrago la differenza tra una donna matura ed una fresca adolescente. Carl-Magnus decide di sfidare Fredrik a duello, mentre Charlotte decide di sedurre l'avvocato per far ingelosire il marito. Sorge il giorno del grande ricevimento.

### Atto II
La tenuta estiva di Madame Armfeldt è immersa nella calda luce dorata del tramonto, mentre l'anziana donna, la figlia e la nipote attendono l'arrivo degli ospiti ("Night Waltz One and Two"). Uno ad uno arrivano tutti gli ospiti, ognuno con le proprie torbide intenzioni. Persino la camerieta Petra ha messo gli occhi addosso ad un uomo, Frid, il maggiordomo di casa Armfeldt. Fredrik è stupito nel sentire il nome della figlia di Desirée; Henrik confessa alla bambina l'amore proibito e irrealizzabile per la matrigna Anne. Fredrik e Carl-Magnus riflettono insieme su quanto sia impossibile annoiarsi con Desirée (It Would Have Been Wonderful). La cena è servita e le inimicizie tra i vari personaggi ravvivano il pasto.
Charlotte tenta di sedurre Fredrik, ma intanto è scoppiato un furioso litigio tra Desirée ed Anne. Entro breve tempo si è scatenato un vero pandemonio in cui tutti urlano contro tutti, eccetto Henrik. Il seminerista, furioso, riesce a far sentire la propria voce sopra la folla e accusa tutti i presenti di essere completamente immorali. Poi, lascia la scena. Sulla tavola cala il silenzio e ognuno riflette sulla propria situazione. Di nascosto, Fredrika confessa ad Anne l'amore segreto di Henrik e le due decidono di andare a cercarlo. Desirée chiede a Fredrik se si sente pronto a rientrare nella sua vita, ma l'uomo la scaccia. La donna, delusa, rimane sola a pensare alla propria vita (Send in the Clowns). Anne infine riesce a trovare Henrik, prossimo al suicidio. La ragazza riesce a fermarlo e gli confessa il proprio amore. I due cominciano a baciarsi e la loro passione sfocerà nel primo rapporto sessuale di Anne. Intanto anche Petra ha trovato l'amore e dorme serena tra le braccia di Frid ("The Miller's Son"). Henrik e Anne, felici, fuggono per cominciare una nuova vita insieme. Carl-Magnus tenta di sedurre nuovamente Desirée ma, vedendo Fredrik, gli spara, ferendolo ad un orecchio. Il dragone se ne va con la moglie Charlotte, contenta di essere riuscita ad ottenere nuovamente le attenzioni del marito.
Dopo che il conte e la contessa hanno lasciato la festa, Fredrika e Madame Armfeldt riflettono sul significato di tutto ciò e, improvvisamente, la donna chiede alla nipote per che cosa abbia scatenato tutta la vicenda. La tredicenne, sconcertata, risponde che non lo sa, ma è sicuramente qualcosa per cui ne è valsa la pena. La Armfeldt è stupita dalla maturità della nipote e pensa tristemente al fatto che, all'età di Fredrika, lei aveva scelto l'amore per ricchezza piuttosto che quello autentico. Infine, la donna riflette sull'effimerità dell'amore.
Fredrik, trovata Desirée, le confessa il suo amore per lei, riconoscendo Fredrika come figlia e promettendole una nuova vita insieme ("Finale"). La Armfeldt siede sola con Fredrika e la ragazzina dice di non aver visto la notte sorridere, pur avendo osservato attentamente. La nonna ride e le spiega che la notte ha già sorriso due volte: ai giovani, Henrik e Anne, e ai pazzi, Desirée e Fredrik. Aspettando con la nipotina il terzo sorriso, Madame Armfeldt muore serenamente.

## Personaggi e interpreti
| Personaggio                                                         | Descrizione | Broadway, 1973                                                         | Altri interpreti |
| ------------------------------------------------------------------- | --- | ---------------------------------------------------------------------- | --- |
| Desirée Armfeldt                                                    | Egocentrica attrice dal passato glorioso, ora in tour con uno show infamante. | Glynis Johns                                                           | Daphne Anderson, Barbara Barrie, Betty Buckley, Blair Brown, Dixie Carter, Shannon Cochran, Dorothy Collins, Janie Dee, Judi Dench, Leslie Denniston, Leslie Easterbrook, Christine Ebersole, Taina Elg, Kathryn Evans, Penny Fuller, Eva Gabor, Josefina Gabrielle, Haydn Gwynne, Kathryn Hays, Dee Hoty, Sally Ann Howes, Lois Hunt, Amy Irving, Judith Ivey, Cleo Laine, Barbara Lang, Patti LuPone, Karen Morrow, Donna McKechnie, Virginia McKenna, Yanna McIntosh, Sylvia McNair, Helen Morse, Patrice Munsel, Lois Nettleton, Mary Beth Peil, Bernadette Peters, Juliet Prowse, Teri Ralston, Natasha Richardson, Barbara E. Robertson, Elizabeth Seal, Jean Simmons, Greta Scacchi, Emily Skinner, Juliet Stevenson, Jo Sullivan Loesser, Sigrid Thornton, Geraldine Turner, Dorothy Tutin, Joan Van Ark, Frederica von Stade, Leslie Uggams, Hannah Waddingham, Barbara Walsh, Julie Wilson, Catherine Zeta-Jones, Karen Ziemba, Stephanie Zimbalist |
| Fredrik Egerman                                                     | Un avvocato di successo di mezz'età. È sposato con la diciottenne Anne ed ha un figlio, Henrik, dal precedente matrimonio.                                                       | Len Cariou                                                             | Joss Ackland, Thomas Allen, George Lee Andrews, Bruce Barry, Stephen Bogardus, Jon Jon Briones, Patrick Cassidy, David Cryer, Jason Danieley, William Daniels, John Dossett, Gregg Edelman, Victor Garber, Tony Goldwyn, Laurence Guittard, Alexander Hanson, George Hearn, Ron Holgate, Ken Howard, Damian Humbley, Jeremy Irons, Mark Jacoby, Larry Kert, John Michael King, Aaron Lazar, Brad Little, Jeff McCarthy, John McMartin, Keith Michell, Ron Raines, Gary Raymond, John Rubinstein, Anthony Warlow, Lambert Wilson, Earl Wrightson |
| Madame Armfeldt                                                     | Anziana madre di Desirée che in gioventù ebbe numerose relazioni con membri della famiglia reale svedese.                                                                        | Hermione Gingold                                                       | Daphne Anderson, Nancy Andrews, Angela Baddeley, Josephine Barstow, Barbara Baxley, Polly Bergen, Claire Bloom, June Bronhill, Elaine Bonazzi, Chili Bouchier, Barbara Bryne, Zoe Caldwell, Leslie Caron, Ethel Barrymore Colt, Margaret Courtenay, Despo Diamantidou, M'el Dowd, Gabrielle Drake, Deanna Dunagan, Rosemary Dunsmore, Taina Elg, Doris Fitton, Anne Francine, Joy Franz, Penny Fuller, Tammy Grimes, Margaret Hamilton, Nancye Hayes, Dana Ivey, Glynis Johns, Lila Kedrova, Florence Lacey, Angela Lansbury, Evelyn Laye, Zarah Leander, Zoya Leporska, Maureen Lipman, Merle Louise, Evelyn Lear, Kerstin Meyer, Edith Meiser, Mary Beth Peil, Siân Phillips, Teri Ralston, Vanessa Redgrave, Anne Reid, Regina Resnik, Judith Roberts, Polly Rowles, Anna Russell, Martha Schlamme, Sheila Smith, Elaine Stritch, Julia Sutton, Benay Venuta                                                                                               |
| Anne Egerman                                                        | Giovane e ingenua seconda moglie di Fredrik, diciottenne e vergine | Victoria Mallory                                                       | Christy Altomare, Laura Benanti, Jessie Buckley, Kim Crosby, Erin Davie, Rebecca Luker, Jessie Mueller, Michelle Nicastro, Jill Paice, Joanna Riding, Marla Schaffel, Anna O'Byrne, Phillipa Soo, Sarah Uriarte Berry, Lisa Vroman |
| Henrik Egerman                                                      | Diciannovenne figlio di Fredrik, seminarista | Mark Lambert                                                           | Kevin Anderson, Garrett Clayton, Franc D'Ambrosio, Fra Fee, Kevin Gray, Alexander Hanson, Paul Keating, Eddie Korbich, Stephen Lehew, Robert Lonsdale, Hugh Panaro, Steven Pasquale, Gabriel Vick, Josh Young |
| Carl-Magnus Malcolm                                                 | Importante dragone, conte ed amante di Desirée | Laurence Guittard                                                      | Brent Barrett, Clive Carter, Maxwell Caulfield, Michael Cerveris, Bradley Dean, Colin Donnell, Ed Evanko, Eric Flynn, Hadley Fraser, Bob Gunton, David Holliday, David Kernan, Aaron Lazar, Ben Lewis, Brad Little, Michael Maguire, Jeff McCarthy, Paolo Montalbán, Nadim Naaman, Jamie Parker, Ron Raines, Douglas Sills, Chuck Wagner, Lambert Wilson |
| Charlotte Malcolm                                                   | Sarcastica moglie di Carl-Magnus, esasperata dai continui tradimenti dell'uomo.                                                                                                  | Patricia Elliott                                                       | Maria Aitken, Andra Akers, Kate Baldwin, Christine Baranski, Kelly Bishop, Sierra Boggess, Diana Canova, Cynthia Dale, Erin Davie, Beth Fowler, Maria Friedman, Randy Graff, Deborah Grant, Susan Hampshire, Patricia Hodge, Lois Hunt, Barbara Lang, Beth Leavel, Marcia Mitzman Gaven, Maureen Moore, Michele Pawk, Jill Perryman, Suzie Plakson, Hollis Resnik, Joanna Riding, Liz Robertson, Marti Stevens, Emily Skinner, Samantha Spiro, Holland Taylor, Sally Ann Triplett, Lisa Vroman |
| Petra                                                               | Cameriera e miglior amica di Anne. | D'Jamin Bartlett                                                       | Jessica Boevers, Lisa Brescia, Liz Callaway, Toni Collette, Ellen Crawford, Daisy Eagan, Beverley Klein, Diane Langton, Megan Mullally, Laura Pitt-Pulford, Sara Ramírez, Kathleen Rowe McAllen, Imelda Staunton, Garn Stephens, Summer Strallen, Geraldine Turner, Sarah Uriarte Berry, Issy van Randwyck |
| Fredrika Armfeldt                                                   | Figlia illegittima di Desirée | Judith Kahan                                                           | Kristen Bell, Claire Cox, Danielle Ferland, Anna Kendrick, Jane Krakowski, Katherine McNamara |
| Frid                                                                | Domestico di Madame Armfeldt | George Lee Andrews                                                     | Rob Ashford, Jonathan Banks, Bradley Dean, Cris Groenendaal, Benjamin Walker |
| Mr. Liquid Mrs. Nordstrom Mrs. Anderssen Mr. Erlanson Mrs. Segstrom | Sono i cantanti Liebeslieder, una sorta di coro greco. Prince ha commentato i loro ruoli dicendo che sono gli unici personaggi a non perdere tempo in un musical di sfaccendati. | Benjamin Rayson, Teri Ralston, Barbara Lang, Greg Varrone, Beth Fowler | Di Botcher, Norman Bowman, Joy Franz, Julia Goss, John Owen-Jones, Claire Moore, Nadim Naaman, Charlotte Page, Liz Robertson, Lisa Vroman |

## Numeri musicali
- Overture — Mr. Lindquist, Mrs. Nordstrom, Mrs. Anderssen, Mr. Erlanson e Mrs. Segstrom
- Night Waltz — Company
- Now — Fredrik Egerman
- Later — Henrik Egerman
- Soon — Anne Egerman, Frederik Egerman e Henrik Egerman
- The Glamorous Life — Fredrika Armfeldt, Desiree Armfeldt, Madame Armfeldt e Quintet
- Remember? — Mr. Lindquist, Mrs. Nordstrom, Mrs. Anderssen, Mr. Erlanson e Mrs. Segstrom
- You Must Meet My Wife — Desiree Armfeldt e Fredrik Egerman
- Liaisons — Madame Armfeldt
- In Praise of Women — Count Carl-Magnus Malcolm
- Every Day a Little Death — Countess Charlotte Malcolm e Anne Egerman
- Weekend in the Country — Compagnia

- Entr'acte — Orchestra
- Night Waltz I (The Sun Won't Set) — Mr. Lindquist, Mrs. Nordstrom, Mrs. Anderssen, Mr. Erlanson e Mrs. Segstrom
- Night Waltz II (The Sun Sits Low) — Mr. Lindquist, Mrs. Nordstrom, Mrs. Anderssen, Mr. Erlanson e Mrs. Segstrom
- It Would Have Been Wonderful — Fredrik Egerman e Count Carl-Magnus Malcolm
- Perpetual Anticipation — Mrs. Nordstrom, Mrs. Segstrom e Mrs. Anderssen
- Dinner Table Scene — Orchestra
- Send in the Clowns — Desiree Armfeldt
- The Miller's Son — Petra
- Reprises — Mr. Lindquist, Mrs. Nordstrom, Mrs. Anderssen, Mr. Erlanson eMrs. Segstrom
- Send in the Clowns (reprise) — Desiree Armfeldt, Fredrik Egerman
- Last Waltz — Orchestra

Altri numeri musicali
Per il teatro:
- Two Fairy Tales — Henrik e Anne Egerman (eliminata durante il rodaggio del musical per motivi di tempo)
- Silly People — Frid (eliminata durante il rodaggio del musical per motivi di tempo)
- Bang! — Count Carl-Magnus Malcolm (sostituita con 'In Praise of Women')
- My Husband the Pig — Charlotte Malcolm (sostituita con 'In Praise of Women')

Per il film:
- Love Takes Time - Compagnia
- The Glamorous Life - Fredrika (Nella versione cinematografica Sondheim riscrisse la canzone trasformandola in un ‘'solo number'’ per il personaggio di Fredrika)

## Produzioni

### Broadway

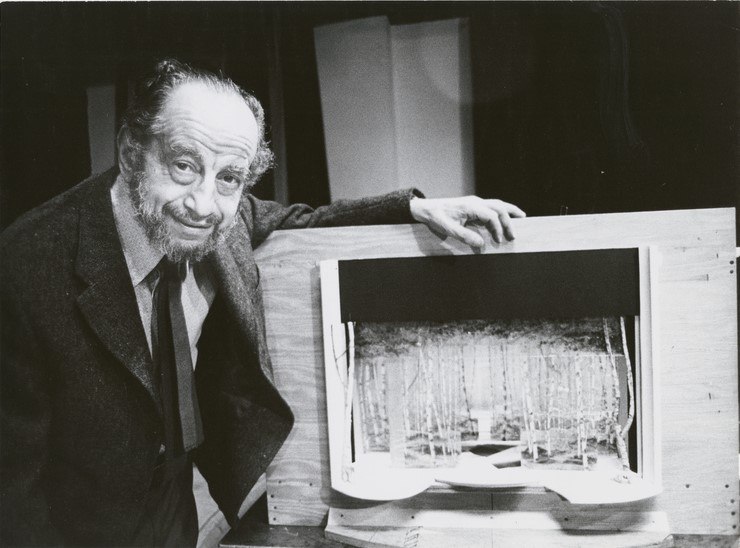
Boris Aronson con il modellino della scenografia originale di A Little Night Music

A Little Night Music ha aperto allo Shubert Theatre di Broadway il 25 febbraio 1973 e ha chiuso il 3 agosto 1974, dopo 601 repliche regolari e dodici anteprime. Il 17 settembre 1973 il musical si è trasferito al Majestic Theatre, dove rimase fino al termine delle repliche. La produzione originale era diretta da Harold Prince, coreografata da Patricia Birch e poteva contare sulle scenografie di Boris Aronson e i costumi di Florence Klotz. Il cast originale comprendeva: Glynis Johns (Desiree Armfeldt), Len Cariou (Fredrick Egerman), Hermione Gingold (Madame Armfeldt), Victoria Mallory (Anne), Judith Kahan (Fredrika), Mark Lambert (Henrik), Laurence Guittard (Carl Magnus), Patricia Elliott (Charlotte), George Lee Andrews (Frid) e D'Jamin Bartlett (Petra). Il musical vinse vinse il New York Drama Critics' Circle e il Tony Award al Miglior musical, oltre ad altri cinque Tony per il miglior libretto (Hugh Wheeler), la migliore colonna sonora (Sondheim), la migliore attrice protagonista (Glynis Johns), la migliore attrice non protagonista (Elliott) e i migliori costumi (Florence Klotz).
La prima rappresentazione del musical andò al Colonial Theatre di Boston il 23 gennaio 1973, per il rodaggio prima del debutto a Broadway. La notte della prima replica, al termine del musical, il protagonista Len Cariou annunciò al pubblico il ritiro delle truppe statunitensi dal Vietnam. Il musical rimase in scena per 25 repliche, fino al 10 febbraio, con recensioni discrete ma non entusiasmanti. Nel corso delle repliche Garn Stephens, che interpretava Petra la cameriera, fu licenziata e rimpiazzata con D'Jamin Bartlett, che rimase nel cast anche nel debutto a Broadway. La prima anteprima a Broadway andò in scena allo Shubert Theatre di New York il 15 febbraio ma dopo la quinta anteprima Glynis John si ammalò e fu ricoverata in ospedale. Il regista Harold Prince posticipò indefinitamente la prima, fissata per il 25 febbraio, ed invitò Tammy Grimes a vedere lo show per offrirle la parte di Desirée in caso la Johns dovesse rinunciarci; la Grimes fu colpita dal musical, ma propose una serie modifiche su aspetti riguardanti la regia e i costumi. Glynis Johns si riprese dopo tre repliche mancate, in cui la sostituta Barbara Lang andò in scena al suo posto, e la prima fu nuovamente anticipata al 25 febbraio. Il 25 febbraio 1974, a un anno dalla prima, William Daniels rimpiazzò Cariou nel ruolo di Henrick e Joy Franz sostituì Teri Ralston nel ruolo di Mrs Nordstrom.

### Tour statunitense
Un tour nazionale del musical negli Stati Uniti partì il 26 febbraio 1974 al Forrest Theatre di Filadelfia e si concluse il 15 febbraio 1975 allo Shubert Theatre di Boston. Altre tappe del tour comprendevano Washington, Toronto, Detroit, Denver, Los Angeles, San Francisco e Chicago. Il cast comprendeva Jean Simmons nel ruolo di Desiree Armfeldt, George Lee Andrews in quello di Fredrik Egerman, Margaret Hamilton in quello di Madame Armfeldt e Jonathan Banks nel ruolo di Frid.

### West End
Il musical debuttò al Teatro Adelphi di Londra il 15 aprile 1975, dove rimase in cartellone per un totale di 406 repliche fino al 3 aprile 1976. Harold Prince curava nuovamente la regia e le coreografie erano quelle di Patricia Birch. Nel cast figuravano Jean Simmons (Desirée), Joss Ackland (Friedrik), David Kernan (Carl-Magnus), Maria Aitken (Charlotte), Liz Robertson (Mrs. Anderssen) e Diane Langton (Petra); Hermione Gingold riprese il ruolo di Madame Armfeldt. Nel corso delle repliche Angela Baddeley sostituì la Gingold e Virginia McKenna la Simmons. Daphne Anderson era la sostituta per i ruoli di Desirée e Madame Armfeldt.

### Revival del West End
Il primo revival londinese del musical debuttò al Piccadilly Theatre il 6 ottobre 1989. Questa nuova produzione era diretta da Ian Judge, con scenografie di Mark Thompson e coreografie di Anthony Van Laast. Il cast comprendeva: Dorothy Tutin (Desirée), Lila Kedrova (Madame Armfeldt), Peter McEnery (Fredrik), Alexander Hanson (Henrik), Eric Flynn (Carl Magnus), Susan Hampshire (Charlotte) e Deborah Poplett (Anne). Lo spettacolo replicò 144 volte e chiuse il 17 febbraio 1990. La recensione di The Guardian lodò la messa in scena, definendola superiore a quella di Harold Prince, e apprezzò la diversa interpretazione di Dame Dorothy Tutin, più sagace e meno romantica delle precedenti interpreti del ruolo.
Precedentemente, questo allestimento era andato in scena al Theatre Festival di Chichester per quarantatré repliche dal 31 luglio al 30 settembre 1989.

### Secondo revival del West End
Il secondo revival londinese del musical debuttò nell'Oliver Theatre del Royal National Theatre il 26 settembre 1995. Era diretto da Sean Mathias, con scenografie di Stephen Brimson Lewis, costumi di Nicky Gillibrand, luci di Mark Henderson e coreografie di Wayne McGregor. Presero parte a questa produzione: Judi Dench (Desiree), Siân Phillips (Madame Armfeldt), Joanna Riding (Anne), Laurence Guittard (Fredrik), Lambert Wilson (Carl-Magnus), Patricia Hodge (Charlotte), Issy van Randwyck (Petra), Di Botcher (Mrs Anderssen) e John Owen-Jones (Mr Erlanson). La produzione chiuse il 31 agosto 1996. La Dench vinse il Laurence Olivier Award alla miglior attrice in un musical.

### Terzo revival del West End
Il terzo revival londinese del musical debutta alla Menier Chocolate Factory, dove ha replicato dal 22 novembre 2008 all'8 marzo 2009. Questa produzione è diretta da Trevor Nunn, con coreografie di Lynne Page, scenografie e luci di David Farley e nuove orchestrazioni di Jason Carr. Il cast includeva: Hannah Waddingham (Desiree), Alexander Hanson (Frederik), Jessie Buckley (Anne), Maureen Lipman (Mme. Armfeldt), Alistair Robins (Carl-Magnus), Gabriel Vick (Henrik), Grace Link e Holly Hallam (alternandosi nel ruolo di Fredrika) e Kasia Hammarlund (Petra). Questa produzione, osannata dalla critica inglese, si è trasferita al Garrick Theatre, nel West End, per una stagione limitata: dal 28 marzo al 25 luglio 2009. Questa produzione è stata trasferita a Broadway il 13 dicembre 2009, con Catherine Zeta-Jones nel ruolo di Desiree e Angela Lansbury in quello di Madame Armfeldt. Alexander Hanson interpretava ancora Fredrik.

### Revival di Broadway
La produzione londinese del Menier Chocolate Factory del 2008 ha aperto al Walter Kerr Theatre di Broadway in anteprima il 24 novembre 2009, mentre la prima officiale è avvenuta il 13 dicembre 2009. Facevano parte del cast Angela Lansbury nel ruolo di Madame Armfeldt e, nel suo debuttoa Broadway, Catherine Zeta-Jones nel ruolo di Desiree. Il cast comprendeva Alexander Hanson come Frederik, Ramona Mallory (Anne), Hunter Ryan Herdlicka (Henrik), Leigh Ann Larkin (Petra), Erin Davie (Charlotte), Aaron Lazar (Carl-Magnus), Katherine McNamara (Freidrika) e Bradley Dean (Frid). Zeta-Jones ha vinto per questo ruolo il Tony Award alla miglior attrice protagonista in un musical nel 2010.
Lo show chiuse temporaneamente il 20 giugno, alla scadenza del contratto della Zeta-Jones e della Lansbury, per poi riaprire il 13 luglio con Bernadette Peters nel ruolo di Desirée e Elaine Stritch in quello di Madame Armfeldt. Le due sono rimaste nella compagnia fino alla fine delle rappresentazioni, avvenuta il 9 gennaio 2010, dopo 20 anteprime e 425 repliche. Prima di chiudere, la produzione riuscì ad incassare oltre le spese iniziali di investimento.

### Altre produzioni

#### Negli Stati Uniti

##### New York
Oltre alle due produzioni di Broadway, altre cinque produzioni sono andate in scena a New York. Nel marzo 1981 Fran Soeder diresse la prima produzione dell'Off-Off-Broadway, con una giovanissima Jane Krakowski nel ruolo di Fredrika Armfeldt. Nella primavera 1985 l'Equity Library Theatre presentò un allestimento diretto da Susan H. Schulman con Kathryn Hays (Desirée), Avril Gentles (Madame Armfeldt), Ross Petty (Fredrik), Eddie Korbich (Henrik), Patrick Quinn (Conte Carl-Magnus Malcolm) e Maris Clement (Contessa Charlotte Malcolm). Un revival di Broadway era pianificato per il 1988, con la regia di Harold Prince, e con Lee Remick e Claudette Colbert nei ruoli di Desirée e Madame Armfeldt; la mancanza di produttori disposti ad investire mandò a mondo il progetto. Nel 1988 l'Opera Ensemble di New York mise in scena un revival del musical con la regia di John J. D. Sheehan. Il cast comprendeva Mary Beth Peil (Desirée), Franc D'Ambrosio (Henrik) e Ron Raines (Friedrik). Per la prima volta il personaggio di Frid cantò "Silly People", una canzone eliminata durante le prove del rodaggio a Boston. Il revival ottenne recensioni mediocri.
Dall'11 agosto 1990 andò in scena per 11 repliche una produzione diretta da Scott Ellis e coreografata da Susan Stroman andò in scena alla New York City Opera. Il cast comprendeva: Sally Ann Howes (Desirée), George Lee Andrews (Frederick), Regina Resnik (Madame Armfeldt), Maureen Moore (Charlotte), Michael Maguire (Count Malcolm), Kevin Anderson (Henrik) e Danielle Ferland (Fredrika). L'allestimento vinse il Drama Desk Award al migliore revival e Regina Resnik fu candidata al Drama Desk Award alla migliore attrice non protagonista in un musical. La produzione tornnò alla New York City Opera per sette repliche dal 9 luglio al 10 agosto 1991; il grosso del cast rimase invariato, con l'eccezione di Elaine Bonazzi, che sostituì Regina Resnik. Nel 1999 un revival di Broadway con la regia di Declan Donnellan e Glenn Close nel ruolo di Desirée era nei piani, ma ancora una volta il ritorno a Broadway del musical fu cancellato. L'allestimento di Ellis e Stroman tornò alla New York City Opera per 15 repliche dal 7 al 29 marzo 2003. Il cast comprendeva: Juliet Stevenson (Desirée), Jeremy Irons (Friedrik), Claire Bloom (Madame Armfeldt), Michele Pawk (Charlotte) e una giovanissima Anna Kendrick (Friedrika); Michele Pawk sostituì all'ultimo minuto Kate Burton, indisposta.

##### Nel resto degli Stati Uniti
George Martin diresse la prima produzione regionale al Playhouse on the Mall di Paramus, New Jersey. La produzione, con le coreografie originali di Patricia Birch, annoverava nel cast Dorothy Collins (Desirée), Ron Holgate (Fredrik), Bob Gunton (Carl-Magnus) e Beth Fowler (Charlotte). Dopo il primo tour statunitense, una nuova tournée di A Little Night Music andò in scena a Corning, Falmouth, Yonkers, Nyack, Filadelfia e Wesport, con la regia di Ruth Mitchell e Patrice Munsel nel ruolo di Desirée. Nello stesso anno Milton Lyon curò la regia di un allestimento andato in scena all'Heinz Hall di Pittsburgh con Dixie Carter (Desirée) e Barbara Lang (Charlotte). L'anno successivo il Melody Top Theatre di Milwaukee ha prodotto un revival con Holland Taylor nel ruolo di Charlotte e Zoya Leporska in quello di Madame Armfeldt, mentre John Bowab dirigeva un tour del musical con Julie Wilson nel ruolo di Desirée. Nel 1977 Hermione Gingold, Jean Simmons e D'Jamin Bartlett tornarono a interpretare Madame Armfeldt, Desirée e Petra in un tour del musical diretto da Ruth Wilson, andato in scena a Devon, Gaithersburg, Stratford e Westbury. Nello stesso anno una produzione studentesca andava in scena alla Northwestern University con Gregg Edelman (Friedrik), Megan Mullally (Petra) e Suzie Plakson (Charlotte).
Nel 1983 Atlanta vide la prima produzione del musical, mentre nel dicembre dello stesso anno John Dankworth diresse Cleo Laine (Desirée), Rebecca Luker (Anne) e Ron Raines (Fredrik) in un allestimento in scena alla Michigan Opera House di Detroit. Dal 30 giugno al 19 luglio 1986 la produzione diretta da Josephine R. Abady rimase in cartellone al Berkshire Playhouse di Stockbridge, con Barbara Baxley (Madame Armfeldt), Kim Crosby (Anne), John McMartin (Fredrik) Barbara Barrie (Desirée) e Kelly Bishop (Charlotte). Tra il dicembre 1986 e il gennaio 1987 un revival del musical rimase in cartellone al Walnut Street Theatre di Filadelfia per la regia di Jack Allison; Hugh Panaro interpretava Henrik e Ron Raines Carl-Magnus.
Nel 1991 Lee Remick avrebbe dovuto nuovamente interpretare Desirée, questa volta al James A. Doolittle Theatre di Los Angeles. Ancora una volta però, la Remick non ricoprì la parte, dato che abbandonò il progetto dopo la diagnosi di cancro terminale. Fu sostituita da Lois Nettleton e Glynis Johns, l'originale Desirée, interpretò Madame Armfeldt. L'Adams Memorial Theatre di Williamstown mise in scena un allestimento rimasto in cartellone dal 22 giugno al 3 luglio 1994, con Joan Van Ark (Desirée), Ken Howard (Fredrik), Tammy Grimes (Madame Armfeldt), Maureen Moore (Charlotte), Brent Barrett (Carl-Magnus) e Marla Schaffel (Anne). Altre produzioni andarono in scena a Sheffield nel 1998 e a Houston nel 1999, con Frederica von Stade (Desiree), Sir Thomas Allen (Fredrik) e Evelyn Lear (Mme Armfeldt).
Nel settembre 2000 il musical andò in scena al North Shore Music Theatre di Beverly, con Donna McKechnie (Desirée), Merle Louise (Mme Armfeldt) e Chuck Wagner (Carl-Magnus). Alla Goodspeed Opera House il musical rimase in cartellone dal 16 ottobre al 16 dicembre 2001, con Brad Little nel ruolo di Carl-Magnus e M'el Dowd in quello di Mme Armfeldt. Un allestimento semiscenico è stato diretto da Lonny Price e messo in scena per tre repliche a Ravinia, dal 22 al 24 agosto 2002; Patti LuPone interpretava Desirée, George Hearn Fredrik, Zoe Caldwell Madame e Sara Ramírez Petra. Nel 2003 il musical andò in scena con Michael Cerveris, Samantha Spiro e Paul Keating e tra il dicembre dello stesso anno e il febbraio 2004 a Los Angeles la produzione di Ellis e Stroman fu riproposta con Judith Ivey (Desirée), Zoe Caldwell (Mme Armfeldt), Victor Garber (Fredrik), Laura Benanti (Anne), Michele Pawk (Charlotte) e Kristen Bell (Fredrika). Dal 13 marzo A Little Night Music andò in scena al Pearlstone Theater di Baltimora, con Barbara Walsh (Desirée), Stephen Bogardus (Fredrik), Polly Bergen (Madame), Josh Young (Henrik), Kate Baldwin (Charlotte) e Maxwell Caulfield (Carl-Magnus). 15 repliche del musical rimasero in cartellone a White Plains, nello stato di New York, con Penny Fuller (Desirée), Mark Jacoby (Friedrik), Sheila Smith (Mme Armfeldt) ed Erin Davie (Anne). Altre due produzioni andarono in scena nel 2009, in luglio ad Houston e a novembre a Detroit con Leslie Uggams (Desirée), Lisa Vroman (Charlotte) e Ron Raines (Fredrik).
Sei repliche di A Little Night Music sono andate in scena al teatro dell'Opera di Saint Louis con Amy Irving (Desirée), Ron Raines (Fredrik) e Siân Phillips (Madame Armfeldt). Dal 1º maggio 2012 al 22 luglio 2012 il musical è rimasto in cartellone presso il Writers' Theatre di Chicago, con Shannon Cochran (Desirée) e Deanna Dunagan (Mme Armfeldt). Dal 30 giugno al 19 luglio una produzione al Colonial Theatre di Pittsfield annoverava Kate Baldwin (Charlotte), Gregg Edelman (Fredrik) e Penny Fuller (Madame Armfeldt) e Phillipa Soo (Anne) nel cast ed Ethan Heard alla regia. Mark Lamos ha diretto un nuovo allestimento a San Francisco dal 27 maggio 2015, con un cast che comprendeva Karen Ziemba (Desirée), Emily Skinner (Charlotte) e Dana Ivey (Madame Armfeldt). Nel settembre dello stesso anno Paul DuBois ha diretto un revival a Boston, con Haydn Gwynne nel ruolo di Desirée e Stephen Bogardus in quello di Fredrik. Dal 15 agosto al 15 ottobre 2017 il musical andò in scena al Signature Theatre con la regia di Eric Schaeffer con Florence Lacey nel ruolo di Madame Armfeldt.

#### Nel Regno Unito
La seconda produzione britannica andò in scena alla Nottingham Playhouse di Nottingham, per la regia di Richard Digby e con Evelyn Laye nel ruolo di Madame Armfeldt e Imelda Staunton in quello di Petra. Una nuova produzione debuttò al Wolsey Theatre di Ipswich nel maggio 1982; Antony Tuckey curava la regia e il cast annoverava Beverley Klein nel ruolo di Petra. Nel 1987 una produzione andava in scena al Forum Theatre di Wythenshawe, con Elizabeth Seal nel ruolo di Desirée e Chili Bouchier in quello di Madame Armfeldt. Dal 16 aprile al 2 maggio 1992 il musical fu allestito al Theatre Royal di Plymouth, per la regia di Roger Redfarn; Glynis Johns era stata ingaggiata per interpretare Madame Armfedlt, ma rinunciò all'ultimo momento e fu sostituita da Eileen Page.
L'Haymarket Theatre di Leicester produsse una nuova produzione del musical per la regia di Paul Kerryson; Kathryn Evans interpretava Desirée e Ria Jones la cameriera Petra. Dal 9 al 25 febbraio il musical ricevette una nuova produzione al Village Theatre di Scarborough, con la regia e direzione musicale di David Ambrose. Altre produzioni sono andate in scena al Pitlochry Festival Theatre (2015), al Ye Olde Rose and Crown Theatre di Londra (2015) e al Place Theatre di Badford (2016). Nel 2017 un revival del Watermill Theatre di Bagnor con Josefina Gabrielle usò il concept "actor-musicians", in cui il cast suonava personalmente la colonna sonora senza la presenza di un'orchestra. Nell'estate del 2021 un nuovo allestimento del musical è stato portato in scena all Buxton Opera House con Janie Dee nel ruolo di Desirée e Gabrielle Drake in quello della madre.

#### In Europa
Zarah Leander ha interpretato il ruolo di Madame Armfeldt sia nella produzione originale austriaca del musical nel 1975, sia a Stoccolma nel 1978 (al fianco di Jan Malmsjö nel ruolo di Fredrik), in una produzione di successo diretta da Stig Olin. Nel 2010 il musical torna a Stoccolma, allo Stockholm Stadsteater. Il cast comprendeva Pia Johansson, Dan Ekborg, Yvonne Lombard and Thérese Andersson.
Nel 2000 Mario Gas diresse la prima spagnola, andata in scena a Barcellone con Vicky Peña, Montserrat Carulla, Constantino Romero, Mònica López e Jordi Boixaderas.
Dal 15 al 20 febbraio 2010 il musical ha replicato al Théâtre du Châtelet di Parigi, con Leslie Caron nel ruolo di Madame Armfeldt. Originariamente il ruolo di Desirée doveva essere interpretato da Kristin Scott Thomas, poi sostituita dall'attrice italiana Greta Scacchi a causa di un infortunio al piede. Lambert Wilson, che aveva interpretato Carl-Magnus accanto a Judi Dench, ricoprì il ruolo di Fredrik. Questa produzione era diretta da Lee Blakeley e coreografata da Andrew George.
Nel 2011 il Turun kaupunginteatteri di Turku, in Finlandia, mise in scena il musical con la regia di Tuomas Parkkinen, la direzione musicale di Jussi Vahvaselkä e Kirsi Tarvainen nel ruolo della protagonista Desirée.

#### In Australia
Il 30 novembre 1973 A Little Night Music debuttò Her Majesty's Theatre di Sidney, dove rimase in scena fino al 6 aprile 1974. L'allestimento fu il primo fuori dagli Stati Uniti ed il primo non diretto da Harold Prince. George Martin curava la regia, Taina Elg interpretava Desirée ed Anna Russell ricopriva il ruolo di Madame Armfeldt. Al termine delle repliche la produzione fu trasferita all'Her Majesty's Theatre di Melbourne, a partire dal 10 luglio 1974. La Sydney Theatre Company ripropose il musical nel 1990 con Toni Collette nel ruolo di Petra e la Melbourne Theatre Company produsse un revival nel 1997.
L'Opera Australia ha presentato il musical a Melbourne nel maggio 2009, con Sigrid Thornton (Desirée) e Nacye Hayes (Madame). La produzione è stata ripresa alla Sydney Opera House nel 2010 con Anthony Warlow nel ruolo di Fredrik Egerman e Ben Lewis in quello di Carl-Magnus. Questo nuovo allestimento ha avuto la regia di Stuart Maunder, la scenografia di Roger Kirk e la direzione musicale di Andrew Greene.

### Concerti
Il musical è stato spesso messo in scena in forma di concerto. Tra le produzioni concertali più note si ricordano quella tenutasi al Golders Green Hyppodrome di Londra (trasmessa dalla BBC) il 18 marzo 1995 con Betty Buckley (Desirée), Margaret Courtenay (Madame Armfeldt) e Keith Mitchell (Fredrik), quella di Boston del 2008 con Christine Ebersole (Desirée) e Ron Raines (Fredrik) e quella dello Studio 54 del gennaio 2009 con Natasha Richardson (Desirée), Vanessa Redgrave (Madame Armfeldt), Victor Garber (Henrick), Christine Baranski (Charlotte), Jill Paice (Anne), Steven Pasquale (Henrick) e Benjamin Walker (Frid).
Il 26 gennaio 2015, in occasione del quarantesimo anniversario dal debutto del musical sulla scena londinese, Alex Parker ha messo in scena al Palace Theatre del West End una nuova versione concertale del musical, con Janie Dee (Disirée), Anne Reid (Madame), Jamie Parker (Count Malcolm), Joanna Riding (Countess Charlotte), Fra Fee (Henrick) e Laura Pitt-Pulford (Petra) e Anna O'Byrne (Anne); Nadim Naaman, che aveva ricoperto il ruolo di uno dei cantanti Liebeslieder al Palace Theatre, è tornato nel musical nel ruolo di Carl-Magnus. Il 15 agosto 2020 una versione ridotta di questo concerto è stata riproposta ad Holland Park, in una performance all'aperto della durata di sole due ore, senza intervallo e con l'orchestra ridotta ad otto elementi, circa venti meno del concerto al Palace Theatre. Alex Parker è tornato a condurre l'orchestra, mentre Janie Dee, Joanna Riding, Fra Fee e Laura Pitt-Pulford hanno ricoperto nuovamente i ruoli interpretati cinque anni prima, mentre Nadim Naaman è stato promosso da Liebeslieder al ruolo di Carl-Magnus e Damian Humbley si è unito al cast nel ruolo di Fredrik.
In versione concertistica, il musical fa il suo debutto in Marocco nel giugno 2019, all'American Legation di Tangeri, in un allestimento diretto da Rob Ashford con Christine Ebersole (Desirée), Mary Beth Peil (Madame Armfeldt), Tony Goldwyn (Fredrik), Christy Altomare (Anne), Colin Donnell (Carl-Magnus), Sally Ann Triplett (Charlotte), Robert Lonsdale (Henrick), Claire Moore (Mrs Nordstrom) e Summer Strallen (Petra).

## Incisioni discografiche
Oltre alle incisioni discografiche con il cast originale di Broadway, di Londra e del film con la Taylor, ci sono incisioni con il cast del revival del 1990, del 1995 (con Judi Dench) e con il cast della prima produzione di Barcellona del 2001 in catalano. Nel 1997 Terry Trotter ha pubblicato la propria versione del musical, in stile jazz.
Catherine Zeta-Jones e Angela Lansbury, insieme con il cast del revival del 2009, hanno inciso la propria versione discografica il 4 gennaio 2010; il CD è uscito il 6 aprile.

## Riconoscimenti

### Broadway
| Anno | Premio              | Categoria                                           | Nominato                    | Risultato       |
| ---- | ------------------- | --------------------------------------------------- | --------------------------- | --------------- |
| 1973 | Drama Desk Award    | Miglior sceneggiatura                               | Hugh Wheeler                | Vincitore/trice |
| 1973 | Drama Desk Award    | Miglior musica                                      | Stephen Sondheim            | Vincitore/trice |
| 1973 | Drama Desk Award    | Miglior libretto                                    | Stephen Sondheim            | Vincitore/trice |
| 1973 | Drama Desk Award    | Miglior attrice in un musical                       | Glynis Johns                | Candidato/a     |
| 1973 | Drama Desk Award    | Miglior attrice in un musical                       | Patricia Elliott            | Vincitore/trice |
| 1973 | Drama Desk Award    | Miglior regia                                       | Harold Prince               | Vincitore/trice |
| 1973 | Drama Desk Award    | Miglior interpretazione                             | D'Jamin Bartlett            | Vincitore/trice |
| 1973 | Grammy Award        | Miglior album di un musical                         | Miglior album di un musical | Vincitore/trice |
| 1973 | Theatre World Award | Theatre World Award                                 | Laurence Guittard           | Vincitore/trice |
| 1973 | Theatre World Award | Theatre World Award                                 | Patricia Elliott            | Vincitore/trice |
| 1973 | Theatre World Award | Theatre World Award                                 | D'Jamin Bartlett            | Vincitore/trice |
| 1973 | Tony Award          | Miglior musical                                     | Miglior musical             | Vincitore/trice |
| 1973 | Tony Award          | Miglior libretto di un musical                      | Hugh Wheeler                | Vincitore/trice |
| 1973 | Tony Award          | Migliore colonna sonora originale: Stephen Sondheim | Stephen Sondheim            | Vincitore/trice |
| 1973 | Tony Award          | Miglior attore protagonista in un musical           | Len Cariou                  | Candidato/a     |
| 1973 | Tony Award          | Miglior attrice protagonista in un musical          | Glynis Johns                | Vincitore/trice |
| 1973 | Tony Award          | Miglior attore non protagonista                     | Laurence Guittard           | Candidato/a     |
| 1973 | Tony Award          | Miglior attrice non protagonista                    | Patricia Elliott            | Vincitore/trice |
| 1973 | Tony Award          | Miglior attrice non protagonista                    | Hermione Gingold            | Candidato/a     |
| 1973 | Tony Award          | Migliori costumi                                    | Florence Klotz              | Vincitore/trice |
| 1973 | Tony Award          | Miglior scenografie                                 | Boris Aronson               | Candidato/a     |
| 1973 | Tony Award          | Migliori luci                                       | Tharon Musser               | Candidato/a     |
| 1973 | Tony Award          | Miglior regia di un musical                         | Harold Prince               | Candidato/a     |

### New York City Opera, 1990
| Anno | Premio           | Categoria                                      | Nominato        | Risultato       |
| ---- | ---------------- | ---------------------------------------------- | --------------- | --------------- |
| 1991 | Drama Desk Award | Miglior revival                                | Miglior revival | Vincitore/trice |
| 1991 | Drama Desk Award | Miglior attrice non protagonista in un musical | Regina Resnik   | Candidato/a     |

### Secondo revival del West End
| Anno | Premio                 | Categoria                        | Nominato         | Risultato       |
| ---- | ---------------------- | -------------------------------- | ---------------- | --------------- |
| 1995 | Laurence Olivier Award | Miglior attrice in un musical    | Judi Dench       | Vincitore/trice |
| 1995 | Laurence Olivier Award | Miglior attrice non protagonista | Siân Phillips    | Candidato/a     |
| 1995 | Laurence Olivier Award | Migliori coreografie             | Wayne McGregor   | Candidato/a     |
| 1995 | Laurence Olivier Award | Migliori costumi                 | Nicky Gillibrand | Candidato/a     |

### Terzo revival del West End
| Anno | Premio                 | Categoria                        | Nominato                      | Risultato   |
| ---- | ---------------------- | -------------------------------- | ----------------------------- | ----------- |
| 2010 | Laurence Olivier Award | Miglior revival di un musical    | Miglior revival di un musical | Candidato/a |
| 2010 | Laurence Olivier Award | Miglior attrice in un musical    | Hannah Waddingham             | Candidato/a |
| 2010 | Laurence Olivier Award | Migliore attore in un musical    | Alexander Hanson              | Candidato/a |
| 2010 | Laurence Olivier Award | Miglior attrice non protagonista | Maureen Lipman                | Candidato/a |
| 2010 | Laurence Olivier Award | Miglior attrice non protagonista | Kelly Price                   | Candidato/a |

### Revival di Broadway
| Anno | Premio                     | Categoria                                      | Nominato                         | Risultato       |
| ---- | -------------------------- | ---------------------------------------------- | -------------------------------- | --------------- |
| 2010 | Drama Desk Award           | Miglior revival                                | Miglior revival                  | Candidato/a     |
| 2010 | Drama Desk Award           | Miglior attrice protagonista                   | Catherine Zeta-Jones             | Vincitore/trice |
| 2010 | Drama Desk Award           | Miglior attrice non protagonista               | Angela Lansbury                  | Candidato/a     |
| 2010 | Outer Critics Circle Award | Miglior revival                                | Miglior revival                  | Candidato/a     |
| 2010 | Outer Critics Circle Award | Miglior attrice in un musical                  | Catherine Zeta-Jones             | Vincitore/trice |
| 2010 | Outer Critics Circle Award | Miglior attrice non protagonista in un musical | Angela Lansbury                  | Candidato/a     |
| 2010 | Tony Award                 | Miglior revival di un musical                  | Miglior revival di un musical    | Candidato/a     |
| 2010 | Tony Award                 | Miglior attrice protagonista in un musical     | Catherine Zeta-Jones             | Vincitore/trice |
| 2010 | Tony Award                 | Miglior attrice non protagonista               | Angela Lansbury                  | Candidato/a     |
| 2010 | Tony Award                 | Miglior Sound Design                           | Dan Moses Schreier e Gareth Owen | Candidato/a     |
| 2011 | Grammy Award               | Miglior album di un musical                    | Miglior album di un musical      | Candidato/a     |